# 板石積石棺墓

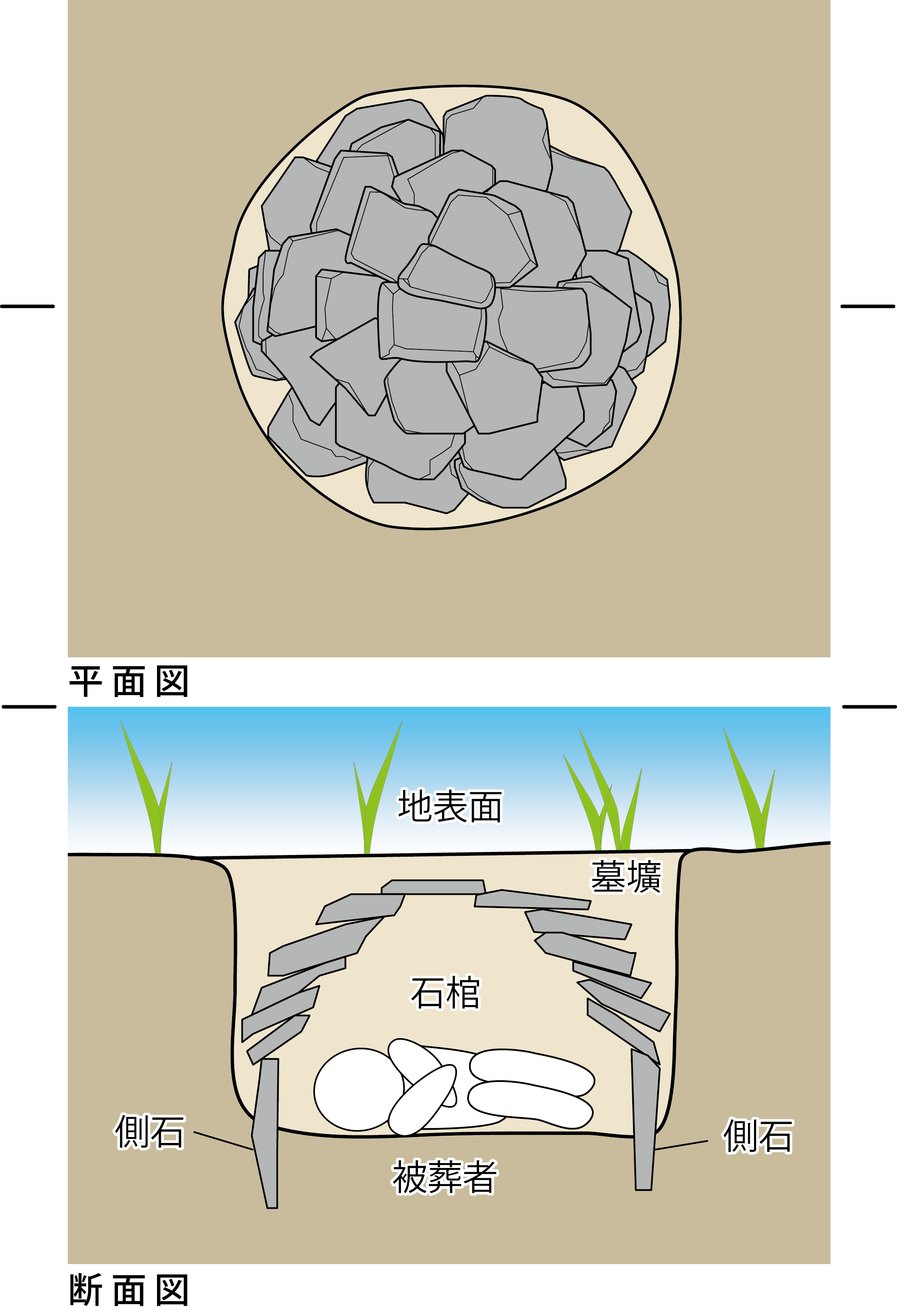
板石積石棺墓（地下式板石積石室墓）の模式図（円形プラン）

板石積石棺墓（いたいしづみせっかんぼ）または地下式板石積石室墓（ちかしきいたいしづみせきしつぼ）は、地面に円形または方形の穴を掘り、板状の石を壁面から中心に向けて持ち送り式に重ねて蓋とする、石棺墓の一種。古墳時代の4〜5世紀に、九州地方南部、特に鹿児島県北西部から九州西岸島嶼部、および宮崎県西南部に現れた地域性の強い墓制として知られる。

## 概要

### 構造
地面に円形または方形の墓壙を掘り、壁面に沿って板石を突き立てるように縦に配置（側石という）して石棺（埋葬施設）とする。次に側石の頂部に平らに板石を置き、さらにその上に別の板石を少しずらして重ねていく、いわゆる「持ち送り」方式で徐々に高さを増していき、ドーム天井の蓋を造る。最後に土を埋め戻すことで、地中の埋葬空間をつくりだす。発掘調査などで封土を除去した場合、特に平面プランが円形のものについては、この持ち送り式に重ねられた板石のドーム構造が、「魚鱗状」または「菊花状」の特徴的な外観を呈する。平面形状が円形のものと、方形または長方形のものがあり、いくつかの分類案がある。どちらが時期的に先行するのかなど、この墓制のルーツや系譜についての意見も絡んで意見が分かれている。

### 群構造
板石積石棺墓1基が単独で造営されることはほぼ無く、2〜3基、或いは十数基で密集し群をなすのが通常である。したがって遺跡名は「（地名）＋板石積石棺墓群」となるが、土壙墓や地下式横穴墓などの他時期の墓、或いは他種の遺溝と伴出することも多いため、単に「（地名）＋遺跡」とされる場合もある。

### 地上構造物
基本的に現状では地表面に古墳の墳丘のような構造物・標示物を持たない例が多いが、鹿児島県薩摩郡さつま町の別府原（びゅうばる）7号板石積石棺墓、同さつま町湯田原（ゆだばる）板石積石棺墓、姶良郡湧水町北方3号墳（板石積石室墓）は明確に墳丘を持ち、主体部も地表面よりやや高いレベルに位置する。また同湧水町の永山10号板石積石棺墓では主体部を取り巻く周溝が検出されており、墳丘を有していた可能性も考えられる。

## 名称について
かつては「地下式板石積石室墓」という名称が一般的であったが、そのルーツが「石室」ではなく「石棺」であることや、この墓制と同じ板石積みの墓制で「地上式」が他にあるわけではないので、対語としての「地下式」が意味をなさないことから、近年では「板石積石棺墓」の名がより適切であるとする意見が優勢である。

## 副葬品
総じて副葬品は少なく、何も持たないものや、僅かな鉄製武器（刀剣・鉄鏃）しか持たないものが多く、それゆえこの墓制の年代決定や編年構築が難しい要因となっている。鉄製武器類の中では鉄鏃が多い。
鉄鏃の形態は圭頭鏃・鳥舌鏃・短頸鏃などが含まれる。鹿児島県薩摩川内市の横岡板石積石棺墓群では7号墓から蛇行剣が1振出土している。

## 分布
薩摩川内市の横岡板石積石棺墓群を西南限とし、川内川上流域の大口盆地周辺に展開し、ここが分布圏の中心となる。宮崎県側では、都城市高城町石山の香禅寺遺跡の墓群を東端とし、小林市・えびの市などの霧島火山群北麓の盆地地帯に展開し、地下式横穴墓群の分布域と重複、または共存する。主な分布域からやや離れて、熊本県人吉市の荒毛遺跡や球磨郡あさぎり町新深田遺跡でも発見され、球磨川流域の内陸部に達する。
また九州島西岸や島嶼部にも分布が見られ、天草諸島の長島（鹿児島県出水郡長島町）や下島（熊本県天草市）、さらに北方の高島（長崎県佐世保市）、五島列島の宇久島（長崎県佐世保市宇久町）、小値賀島（北松浦郡小値賀町）、中通島（南松浦郡新上五島町）にも分布し、西北限となる。
宮崎・鹿児島・熊本・長崎諸県での発見総数は300基を越えている。特に、鹿児島県川内川上流域では17遺跡240基以上確認されている。

## ルーツと展開
かつては地下式横穴墓から派生したとする説もあったが、現在では天草諸島に属する長島（鹿児島県出水郡長島町）の明神下岡遺跡で発見された、「明神下岡タイプ」と呼ばれる弥生時代後期前後に位置付けられる特徴的な石棺墓をそのルーツと捉える説や、出水市高野尾町の堂前遺跡で発見された「石蓋土壙墓」に箱式石棺が融合したものをルーツとする説などがあり、確定的ではないが、いずれも九州西岸地域の石棺墓を起源とする見解は一致している。
その後、4世紀～5世紀を通じて川内川流域を中心に造営され、宮崎県側や島嶼部へと波及したと考えられている。

## 研究史
鹿児島県下で活躍した考古学者の木村幹夫・寺師見国により、1936年（昭和11年）に「石室」として紹介され、後に「地下式板石積石室墓」の名が与えられる。当初寺師は、この板石積み構造物について、埋葬後に内部を空洞に残すのではなく、内側まで土を充填すると考えていたらしく、その初現形態が土壙墓であり、後に板石積の構造物が加わったと見て「石棺」ではなく「石室」の名を与えた、とする可能性が指摘されている。その後、遺構の平面形態に基づく分類や、遺構の年代観と編年など、考古学的手法による研究が進められた。

### 「隼人の墓制」論
また、これに並行して、その特異な構造と、九州南部に集中分布する状況、同墓制の主要分布域では高塚古墳の分布が極めて希薄であることなどから、『記紀』や『続日本紀』などの文献上で、古代律令国家から辺境の異部族と見なされた「隼人」の墓ではないかとする見解が現れた。鹿児島県や宮崎県・熊本県南部のいわゆる南九州地方には、板石積石棺墓以外にも、「地下式横穴墓」や「立石土壙墓」・「土壙墓」・「土器棺墓」などの高塚古墳以外の「地下式墓制」が弥生時代～古墳時代の時期に分布しており、高塚古墳が（特に薩摩地域で）非常に少ないこともあって、古墳時代日本列島内での「特異な地域」として認識されたのである。
1960～80年代にかけ、全国の古墳時代像が総括的に論じられるようになる中で、薩摩に分布する板石積石棺墓は、文献に見える「薩摩隼人」の墓制に、宮崎県南部～大隅地域の地下式横穴墓を「日向・大隅隼人」の墓制、薩摩半島南部に分布する「立石土壙墓」を「阿多隼人」の墓制として対応させる見解が相次いで現れた。その成立要因については、同地が火山性土壌で平野も狭く、稲作に適さないうえ、外界から「孤立」・「隔絶」した環境であるため、弥生時代以降の文化的な変化が停滞した結果、古墳文化圏に属さない独自の社会・勢力圏が成立した、と理解された。畿内を中心に列島にその支配権を拡大する大和朝廷（古墳文化圏）と、それに属さない化外の民「隼人」という図式で描くこの「九州南部の地下式墓制」=「隼人の墓」の観念は、広く一般にも受け入れられるようになっていった。
しかし、1990年代になって、板石積石棺墓と「隼人」を結びつける考え方は、はたして適切なのか、という疑問が多くの研究者、特に地元九州の研究者や学会から指摘されるようになった。
文献上での「隼人」の初出は『古事記』の神話部分であり、人皇時代では仁徳天皇条からで早くから登場しているが、確実な史実としての「隼人」の記述は『日本書紀』にみえる7世紀後半の天武朝11年（682年）7月の隼人朝貢記録以降とされる。板石積石棺墓の隆盛は4〜5世紀前葉、つまり古墳時代前半代を中心とし、確実に古墳時代後期（6世紀）以降に存続する例は発見されていない。また、「日向・大隅隼人の墓」とみなされた地下式横穴墓も5〜6世紀がその造営期間の中心で、遅くとも7世紀前半代までしか存続しない。また「阿多隼人の墓」といわれた立石土壙墓にいたっては、確実に年代が判明する遺構は弥生時代中期～古墳時代初頭であり、かつこの地域（薩摩半島南端～鹿児島湾沿岸部）では、立石のない土壙墓や土器棺墓の方が主要な墓制であることがわかり、この墓制だけを取り上げて「阿多隼人の墓」とすることが妥当と言えなくなった。また、そもそも「隼人」という存在自体が、７世紀末当時の律令政府により、大陸に倣った中華思想に基づき政治的・恣意的に創出された「擬似民族集団」であり、在来勢力や民族的な差異によって生じた概念ではない、とする説もあり、「異民族」・「化外の民」という観念で異質性を強調した古代南九州人の捉え方についても再考が迫られつつある。
このような流れで、文献と考古学資料の安易な結びつけや、少なくとも飛鳥・奈良時代の「隼人」概念を古墳時代の板石積石棺墓に波及させる考え方には、批判が強まってゆき、1990年代末までには「隼人の墓制」論は主たる学説ではなくなった。

### 「隼人の墓制」論以降の研究
2000年代以降の板石積石棺墓研究は、「隼人の墓制」論から脱却し、発掘調査によって得られた出土資料やデータを駆使し、より考古学的な方法で、古墳時代の中の一地域墓制として板石積石棺墓を検討するという方向が示され、遺構形態の分類や副葬品組成による編年構築、九州西岸部の「石棺系」墓制との関連を基にした同墓制の成立と展開論、古墳文化圏との関係性に基づく板石積石棺墓造営圏での階層性や社会構造の復元などが具体的に論じられるようになった。
現在では、決して他の地域から「孤立」・「隔絶」した風土の中に生まれた墓制ではなく、古墳分布圏の周縁域における古墳時代社会の多様な地域色を示す遺構であるとする理解も有力になりつつある。

## 各地の板石積石棺墓群

### 宮崎県
- 香禅寺板石積石棺墓（都城市高城町石山）：1基のみ。 地下式横穴墓群が分布する台地内で発見された、都城盆地唯一の板石積石棺墓。
- 島内地下式横穴墓群「横穴式石室系板石積石棺墓」（えびの市島内）： 島内地下式横穴墓群の広がる台地上で発見された、板石積石棺墓と横穴式石室との折衷型という唯一の事例（市公式ページ）。

### 鹿児島県
- 横岡板石積石棺墓群（薩摩川内市上川内町字釜口）：板石積石棺墓8基、土壙墓2基。板石積石棺墓7号墓から蛇行剣が出土。1992年（平成4年）に市指定史跡となり、横岡古墳公園として公開されている。
- 別府原（びゅうばる）板石積石棺墓群（薩摩郡さつま町永野下別府）：7基。1971年（昭和46年）県指定史跡となり、別府原古墳公園として保存・整備されている。7号墓には墳丘を伴うとされる[21]。
- 湯田原（ゆだばる）板石積石棺墓群（薩摩郡さつま町鶴田東湯田原）：複数基あったと推定されているが[22]1基のみ現存。石棺のレベルが地表面より高く、墳丘を持つ。「湯田原古墳」として1978年（昭和53年）県指定史跡となる。
- 永山板石積石棺墓群（姶良郡湧水町川西永山）：推定100基とされる大墓群。このうち10号墓には円形周溝が伴い、周溝内に成川式土器の壺9個が配置されていた。1983年（昭和58年）町指定史跡。
- 北方3号墳（板石積石棺墓）（姶良郡湧水町栗野北方）：計15～18メートルの円墳で、箱式石棺の主体部とされてきたが[23]、大型の板石積石棺墓である可能性が指摘されている[24][25]。
- 焼山板石積石棺墓群（伊佐市大口下殿）：11基調査されているが、90基近く存在するとされる[26]。この遺跡の調査により「地下式板石積石室墓」の名が生まれた。
- 大住（うずん）板石積石棺墓（伊佐市羽月）：45基調査されているが、100基以上あると推定されている[27]。大住古墳群として1966年(昭和41年)に市（旧大口市）指定史跡となる。

### 熊本県
- 新深田遺跡（球磨郡あさぎり町深田）：9基。球磨川上流域に分布する一群。町指定史跡。
- 荒毛遺跡（人吉市下原田町荒毛）：100基以上。このうちM-1号墓は円形石棺の直径が3メートルを測り、同墓制の中では突出した巨大さを持つ。1994年(平成6年)市指定史跡。
- 妻の鼻板石積石棺墓群（天草市亀場町）：36基。主要分布域から北西に離れ、天草諸島下島に所在する。石棺の形態は方形プランが優勢である。出土品は1973年(昭和48年)県指定有形文化財（考古資料）となる。

### 長崎県
- 宇久松原遺跡（佐世保市宇久町）：数基。宇久島に所在。縄文時代の土壙墓や弥生時代中期の支石墓を主体とする遺跡であるが、一部に板石積石棺墓に位置づけられる遺構が存在する。分布の最北限。
- 神ノ崎遺跡（北松浦郡小値賀町）：約30基。小値賀島に所在。弥生時代前期から古墳時代中期に至る墓群。県指定史跡。